# Veterum Sapientia
Veterum Sapientia (Latijn voor De wijsheid der Ouden) is een apostolische constitutie van paus Johannes XXIII van 22 februari 1962 strekkende tot bevordering van de studie van het Latijn.
Johannes begint zijn constitutie met te verwijzen naar het grote belang dat de Kerk altijd al aan de klassieken had gehecht. Van de twee Oude Talen, noemt hij vervolgens de taal van Latium het meest eerbiedwaardig. Niet voor niets, zo stelt de paus, is deze taal de taal van de Rooms-Katholieke Kerk en is zij de verbindende schakel tussen de christenen van het Europese werelddeel. Het Latijn is – volgens Johannes – ook bij uitstek geschikt als lingua franca in een steeds verder verenigend Europa: de taal wekt geen jaloezie op, en is als het ware van ons allemaal. Verwijzend naar de apostolische brief van paus Pius XI (Officiorum omnium) zegt hij dat de Heilige stoel zich altijd heeft ingespannen het Latijn te bewaren, het Latijn waardig te achten om te dienen als taal van het leergezag, als de uitbundige kleding van de Hemelse Doctrine en Heilige Wetten van de Kerk.
Op grond hiervan roept de constitutie op om de studie van het Latijn aan seminaries en katholieke hogescholen te intensiveren, bijvoorbeeld ook door de belangrijkste vakken in het Latijn te doceren. De paus bepaalt dat alle geschriften van het Heilige Stoel die de universele kerk betreffen in het Latijn gesteld dienen te worden. Voor het bewaren van het Latijn op lagere niveaus stelt de paus de bisschoppen verantwoordelijk. Die moeten er bijvoorbeeld op toezien dat degenen die tot seminaries of universitaire studies theologie worden toegelaten, voldoende kennis hebben van het Latijn.